# Křížová cesta (Stožec)
Křížová cesta na území obce Stožec byla tvořena trojicí tras vedoucích ke Stožecké kapli. Kaple byla postavena na konci 18. století a stala se duchovním centrem Stožecka. Jedna cesta vedla ze Stožce a stoupala lesem přímo ke kapli, druhá vycházela z Českých Žlebů a její trasa vedla po lesních cestách, třetí pak vycházela z Dobré a obrázky z ní byly zachovány a přeneseny do repliky Stožecké kaple ve Philippsreuthu.

## Rekonstrukce křížové cesty
Obec Stožec se v souvislosti s rekonstrukcí Stožecké kaple v roce 2013 rozhodla trasy křížových cest obnovit. Jako první byla obnovena trasa z Českých Žlebů. Její průběh byl stanoven podle historických materiálů. Původní obrazy byly upevněny na stromech, byly zasklené a zarámované (patrně se jednalo o barvotisky na papíru nebo originální malby rovněž na papíru a bylo nutno je chránit sklem). Nedochoval se žádný jiný materiál, který by poskytl bližší informaci. Pro obnovenou cestu vyhotovila nové obrazy vimperská malířka Vladimíra Fridrichová Kunešová, která je namalovala na kovové desky. Malířka práci dokončila na podzim 2015 a na konci listopadu 2015 byly obrazy na křížovou cestu umístěny.